# Sparganophilus
Genre
Sparganophilus est un genre de vers de vase annélides de la famille des Sparganophilidae, qui n'était présente qu'en Amérique du Nord, mais dont certaines espèces mégadriles ont été introduites ailleurs, au moins en Europe de l'Ouest pour une espèce du genre Sparganophilus où il étend sa présence, en Europe de l'Ouest au moins selon Rota et al. (2014).

## Liste d'espèces
Selon NCBI (24 déc. 2019) :
- Sparganophilus tamesis
- Sparganophilus tennesseensis

Selon ITIS (24 déc. 2019) :
- Sparganophilus gatesi Reynolds, 1980
- Sparganophilus helenae Reynolds, 1980
- Sparganophilus helenae Reynolds, 1980
- Sparganophilus komareki Reynolds, 1980
- Sparganophilus kristinae Reynolds, 1980
- Sparganophilus langi Qiu & Bouché, 2000
- Sparganophilus meansi Reynolds, 1980
- Sparganophilus pearsei Reynolds, 1975
- Sparganophilus smithi Eisen, 1896
- Sparganophilus sonomae Eisen, 1896
- Sparganophilus tamesis Benham, 1892
- Sparganophilus tennesseensis Reynolds, 1977
- Sparganophilus wilmae Reynolds, 1980